# Qimonda
Die Qimonda AG war ein Halbleiterhersteller mit Hauptsitz in München. Das Unternehmen gehörte mit 77,5 Prozent mehrheitlich zur Infineon Technologies AG.
Im Geschäftsjahr 2008 erzielte Qimonda einen Umsatz von 1,79 Milliarden Euro und beschäftigte zum 31. Dezember 2008 weltweit 11.079 Mitarbeiter, davon waren 1707 Mitarbeiter in Forschung und Entwicklung beschäftigt.
Infolge des massiven Preisverfalls innerhalb der Branche ging Qimonda Anfang 2009 in die Insolvenz.

## Geschichte

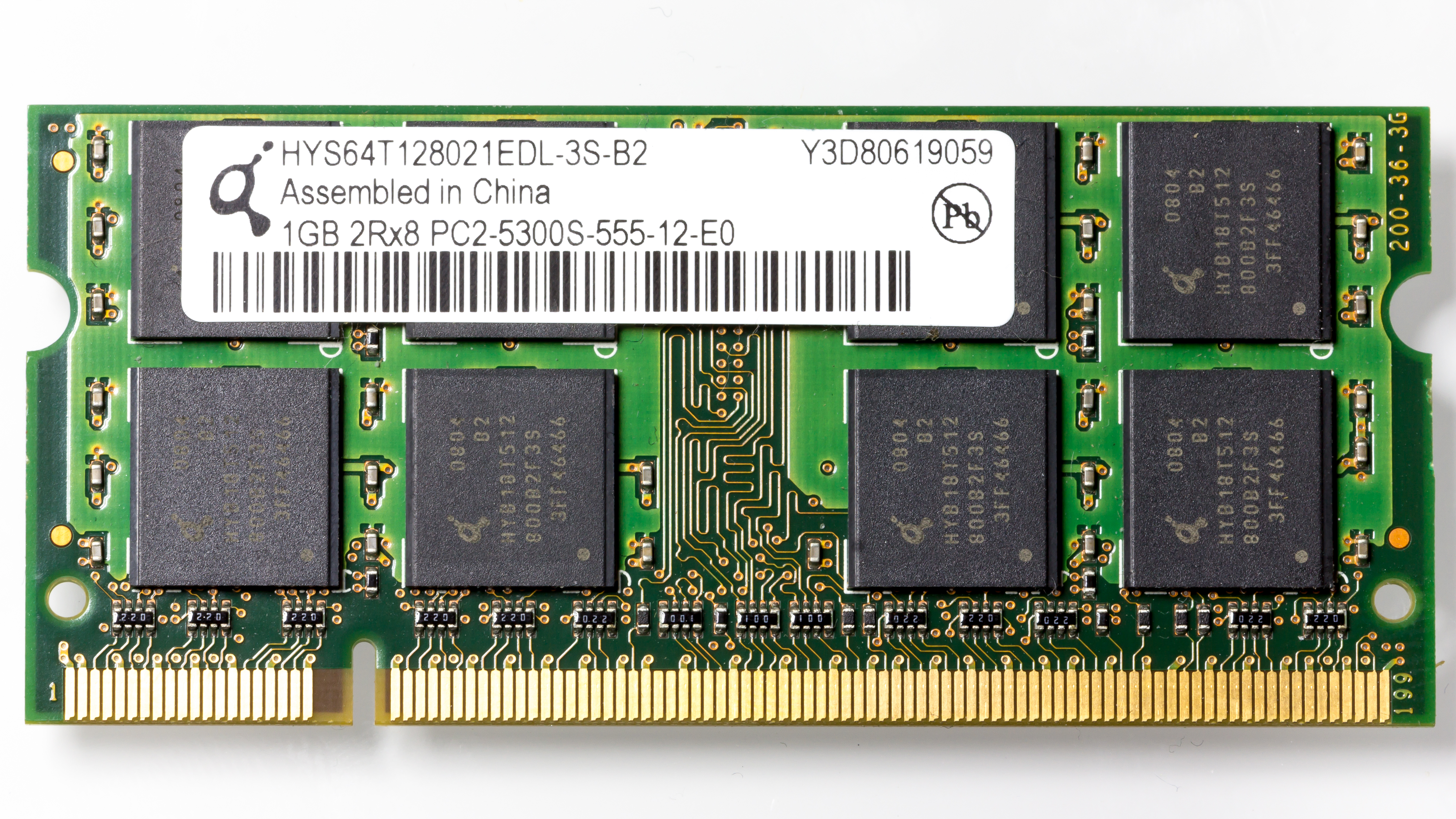
DDR2-RAM-Modul von Qimonda

### Gründung
Die Gesellschaft wurde im Mai 2004 unter dem Namen Invot AG als Tochtergesellschaft der Infineon Technologies AG gegründet und am 6. April 2006 in Qimonda AG umbenannt. Mit Wirkung zum 1. Mai 2006 überführte die Infineon Technologies AG ihre Speicherchipsparte in diese Gesellschaft. Die Unternehmensleitung trat zu diesem Zeitpunkt der gebürtige Malaie Kin Wah Loh an, der seit Sommer 2005 für die Speichersparte der Muttergesellschaft zuständig war.
Am 9. August 2006 folgte mit einem Ausgabepreis von 13,00 US-Dollar der Börsengang an der New York Stock Exchange.

### Insolvenz
Am 13. Oktober 2008 gab das Unternehmen ein Sparprogramm bekannt, das den Abbau von 3000 der 13.500 Arbeitsstellen weltweit vorsah. In erster Linie sollten die Standorte München, Dresden und Richmond (USA) betroffen sein. Zudem wurde der Rücktritt von Finanzvorstand Michael Majerus bekanntgegeben. Bis Herbst 2009 sollten so weltweit jährlich rund 450 Millionen Euro eingespart werden. Qimonda hat außerdem seinen 35,6-Prozent-Anteil an dem Speicherchiphersteller Inotera, einem Joint Venture mit dem taiwanischen Nanya-Konzern, an das US-Unternehmen Micron Technology verkauft.
Seit Mitte 2008 suchte der Hauptaktionär Infineon nach eigenen Angaben nach einem Käufer für Qimonda, da das Unternehmen schwere Verluste einfuhr. Als ernstzunehmende strategische Partner und Investoren wurden die Unternehmen Hynix Semiconductor und Micron ins Gespräch gebracht.
Zu dieser Zeit veröffentlichte Qimonda Berichte zur Entwicklung der „Buried-Wordline-Technik“, die es ermöglichen sollte, bei Strukturgrößen von 30 Nanometern Chips mit doppelt so hoher Speicherkapazität wie bisher mit der Trench-Technik (der Kondensator einer DRAM-Zelle war als tiefes Loch im Siliziumsubstrat realisiert) herzustellen. Qimonda war damals der einzige der großen DRAM-Hersteller, der noch die Trench-Technik nutzte. Andere Hersteller nutzten hingegen die sogenannte Stack-Technik. Neben einer erheblichen Senkung der Herstellungskosten bedeutet dies auch einen deutlich geringeren Energieverbrauch von Speicherchips.
Infineon bemühte sich nach Medienberichten um staatliche Hilfen des Bundeslandes Sachsen und der Bundesrepublik Deutschland. Am 21. Dezember 2008 wurde mitgeteilt, dass Portugal (100 Mio. Euro), Sachsen (150 Mio. Euro) und Infineon (75 Mio. Euro) mit einem Darlehen von zusammen 325 Millionen Euro das Unternehmen weiter finanzieren wollten. Bedingung für die Zahlung der Gelder war jedoch der Erhalt der Fabriken in Sachsen (Dresden) und Portugal (Vila do Conde).
Am 23. Januar 2009 ordnete das Amtsgericht München die vorläufige Insolvenzverwaltung an und bestellte Rechtsanwalt Michael Jaffé zum zunächst vorläufigen Insolvenzverwalter. Die Produktion konnte anfänglich fortgeführt werden, musste dann allerdings im April 2009 eingestellt werden, die Fabriken in Richmond, Portugal und Deutschland wurden im Laufe des Jahres geschlossen. Die Überreste der Fabrik in Dresden wurden im Mai 2011 von Infineon übernommen.
Nachdem Inspur zunächst Interesse an der Übernahme von Qimonda geäußert hatte, erwarb das chinesische Unternehmen im Jahr 2009 die in Xi’an ansässigen Forschungs- und Entwicklungseinrichtungen der Qimonda AG für 30 Millionen chinesische Yuan (rund 4 Millionen US-Dollar). Das Zentrum war für das Design und die Entwicklung der DRAM-Produkte von Qimonda zuständig.
Heute vermarkten die Qimonda AG i. I. und das US-amerikanische Tochterunternehmen Qimonda Licensing LLC das bestehende Lizenz- und Patent-Portfolio von etwa 4500 Patentfamilien.

## Begriffsdeutung
Der Name „Qimonda“ lässt sich in den meisten Sprachen gut und auf ähnliche Art aussprechen. Laut Infineon hat der Name „universelle Namenseigenschaften, die weltweit wirken“. Qi steht (in dieser Aussprache in Mandarin-Chinesisch, in anderer Aussprache in mehreren ostasiatischen Sprachen) für „atmende und fließende Energie“. Im westlichen Kulturkreis, wo die Sprachen fast alle mit dem Lateinischen verwandt und stark vom Englischen beeinflusst sind, soll der Name als „Schlüssel zur Welt“ (key-monda) interpretiert werden.

## Aeneon

Logo der Marke Aeneon seit Ende 2007

Aeneon wurde 2004 als Sparte, damals noch im Geschäftsbereich Speicherprodukte von Infineon, gegründet. Unter der Marke Aeneon vertrieb Qimonda DRAM-Module für Notebooks, PCs und Server Systeme sowie Flash-Produkte wie USB-Sticks, SD-Karten und MicroSD-Karten.

Logo der Marke Aeneon bis Ende 2007

Aeneon war die Marke für das Retail- und Channelgeschäft der Qimonda AG und bediente somit den Endverbraucher über Fachhandel und PC-Zusammenbauer mit Speicherprodukten. Seit Januar 2010 sind keine Aeneon-Produkte mehr verfügbar.